# Helvetic Airways
Helvetic Airways — швейцарская авиакомпания со штаб-квартирой в коммуне Клотен, работающая в сфере чартерных и бизнес-перевозок в Европе и Северной Америке. Также выполняет регулярные пассажирские перевозки под брендом национальной авиакомпании Swiss International Air Lines на её самолётах Fokker 100.
Портом приписки перевозчика и его главным транзитным узлом (хабом) является аэропорт Цюриха.

## История
Helvetic Airways была образована осенью 2003 года путём ребрендинга и расширения другой авиакомпании Odette Airways, в качестве основных целей перевозчик ставил организацию пассажирских рейсов между Швейцарией и аэропортами юго-восточной части Европы. Авиакомпания стала первым бюджетным перевозчиком страны, начав полёты в ноябре 2003 года на самолётах Fokker 100. В 2004 году воздушный флот Helvetic Airways увеличился до семи самолётов.
В декабре 2006 года авиакомпания сменила стиль раскраски собственных воздушных судов на серебристо-бело-красную гамму со швейцарским национальным знаком в виде креста на килях самолётов.
В октябре 2010 года средства массовой информации Швейцарии сообщили об открытии второго хаба авиакомпании в аэропорт Берна.
18 февраля 2013 года восемь человек в форме сотрудников полиции подъехали на спецтранспорте с сигнальными огнями к самолёту Fokker 100 авиакомпании Helveric Airways, готовившегося к вылету из брюссельского аэропорта в Цюрих. Без единого выстрела в течение пяти минут злоумышленники похитили груз в 120 неогранённых алмазов стоимостью около 50 миллионов долларов США (32 миллиона фунтов стерлингов).

## Маршрутная сеть
В январе 2014 года маршрутная сеть регулярных перевозок авиакомпании Helevtic Airways охватывала следующие пункты назначения. В список не включены аэропорты, рейсы в которые выполняются по длительным контрактам с авиакомпанией Swiss International Air Lines под её же брендом.
 Франция
- Бордо — аэропорт Бордо
- Кальви — аэропорт Кальви (сезонные)

 Кипр
- Ларнака — международный аэропорт Ларнака (чартерные)

 Испания
- Фуэртевентура — аэропорт Фуэртевентура (чартерные)
- Гран-Канария — аэропорт Гран-Канария (чартерные)
- Лансароте — аэропорт Лансароте (чартерные)
- Пальма — аэропорт Пальма-де-Мальорка
- Тенерифе — аэропорт Лос-Родеос (чартерные)

 Греция
- Керкира — международный аэропорт Корфу (чартерные)
- Ираклион — международный аэропорт Ираклион (чартерные)
- Кос — международный аэропорт Кос (чартерные)
- Родос — международный аэропорт Диагорас (чартерные)

 Ирландия
- Шаннон — международный аэропорт Шаннон (сезонные)

 Италия
- Бриндизи — аэропорт Бриндизи
- Катания — аэропорт Катании Фонтанаросса
- Ламеция-Терме — аэропорт Ламеция-Терме
- Ольбия — аэропорт Ольбия

 Северная Македония
- Скопье — международный аэропорт Скопье
- Охрид — аэропорт Охрид

 Швейцария
- Берн — аэропорт Берн (хаб)
- Цюрих — аэропорт Цюрих (хаб)

 Великобритания
- Бристоль — аэропорт Бристоль
- Глазго — международный аэропорт Глазго (сезонные)
- Инвернесс — аэропорт Инвернесс
- Манчестер — международный аэропорт Манчестер

## Флот
В мае 2023 года воздушный флот авиакомпании Helvetic Airways составляли следующие самолёты: